# Municipio de Union (condado de Miami, Indiana)
El municipio de Union (en inglés: Union Township) es un municipio ubicado en el condado de Miami en el estado estadounidense de Indiana. En el año 2010 tenía una población de 857 habitantes y una densidad poblacional de 15,17 personas por km².

## Geografía
El municipio de Union se encuentra ubicado en las coordenadas 40°54′4″N 86°7′31″O / 40.90111, -86.12528. Según la Oficina del Censo de los Estados Unidos, el municipio tiene una superficie total de 56.51 km², de la cual 56,29 km² corresponden a tierra firme y (0,39 %) 0,22 km² es agua.

## Demografía
Según el censo de 2010, había 857 personas residiendo en el municipio de Union. La densidad de población era de 15,17 hab./km². De los 857 habitantes, el municipio de Union estaba compuesto por el 94,75 % blancos, el 0,12 % eran afroamericanos, el 3,27 % eran amerindios y el 1,87 % eran de una mezcla de razas. Del total de la población el 0,47 % eran hispanos o latinos de cualquier raza.